# Phaedyma ahas
Phaedyma ahas är en fjärilsart som beskrevs av Hans Fruhstorfer 1915. Phaedyma ahas ingår i släktet Phaedyma och familjen praktfjärilar. Inga underarter finns listade i Catalogue of Life.